# Logisticus simplex
Logisticus simplex là một loài bọ cánh cứng trong họ Cerambycidae.